# Cantón de Cassagnes-Bégonhès
El cantón de Cassagnes-Bégonhès era una división administrativa francesa, que estaba situada en el departamento de Aveyron y la región de Mediodía-Pirineos.

## Composición
El cantón estaba formado por siete comunas:
- Arvieu
- Auriac-Lagast
- Calmont
- Cassagnes-Bégonhès
- Comps-la-Grand-Ville
- Sainte-Juliette-sur-Viaur
- Salmiech

## Supresión del cantón de Cassagnes-Bégonhès
En aplicación del Decreto n.º 2014-205 de 21 de febrero de 2014, el cantón de Cassagnes-Bégonhès fue suprimido el 22 de marzo de 2015 y sus 7 comunas pasaron a formar parte del nuevo cantón de Montes de Réquista.